# Arndtova–Eistertova reakce
Arndtova–Eistertova reakce je organická reakce spočívající v homologaci karboxylových kyselin poocí acylchloridu a diazomethanu. Objevili ji němečtí chemici Fritz Arndt a Bernd Eistert.
Používá se na přípravu β-aminokyselin z α-aminokyselin.

## Provedení
Kromě acylchloridu se při této reakci používají diazomethan, voda, a kovový katalyzátor.
Diazomethan se přidává v přebytku, aby mohl reagovat se vznikající kyselinou chlorovodíkovou. Pokud by diazomethan nebyl použit v přebytku, tak by HCl reagovala s diazoketonem za vzniku chlormethylketonu a dusíku.
Reakce se provádí za mírných podmínek a neovlivňuje tak složité či redukovatelné skupiny případně navázané na výchozí kyselinu. Voda při reakci slouží jako nukleofil. Jako katalyzátor se nejčastěji používá oxid stříbrný, lze ale použít i jiné sloučeniny kovů a/nebo i působení světla.

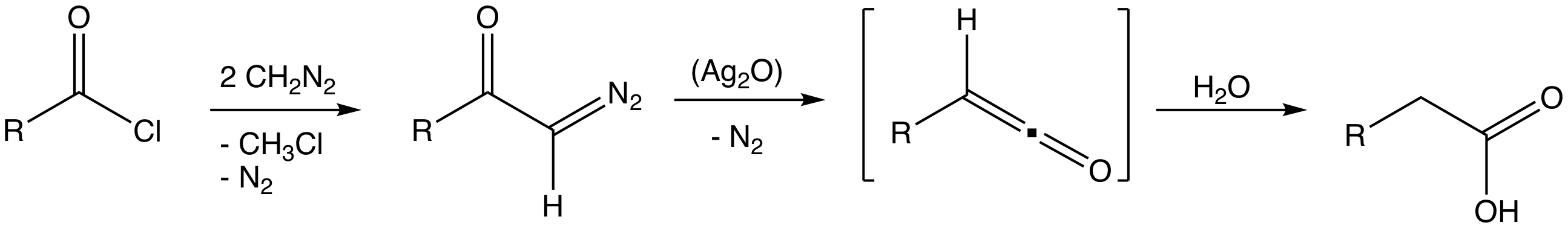
Arndt-Eistertova reakce s ketenovým meziproduktem

### Obměny
Příprava beta-aminokyseliny z fenylalaninu se provádí Newmanovou–Bealovou variantou Arndtovy–Eistertovy reakce, kdy se používá triethylamin rozpuštěný v diazomethanu. Triethylamin neebo druhý ekvivalent diazomethanu zachytí HCl, čímž zabrání tvorbě α-chlormethylketonu jako vedlejšího produktu.
Diazomethan se používá nejčastěji, je ale toxický a může vybouchnout; lze jej ovšem nahradit jinými podobnými sloučeninami, jako je diazo(trimethylsilyl)methan.
Místo acylchloridů lze použít acylanhydridy; při takových reakcích poté vznikají směsi homologované kyseliny a odpovídajícího methylesteru v poměru 1:1.
Podobně mohou sloužit primární diazoalkany, ze kterých se tvoří sekundární α-diazoketony; tento postup má ale řadu nedostatků. Primární diazoalkany podléhají azokopulacím za vzniku azinů; acylchlorid je tak k roztoku diazoalkanu a triethylaminu třeba přidávat za nízké teploty.
Primární diazoalkany jsou značně reaktivní, nevhodné při použití sloučenin s kyselými funkčními skupinami, a také reagují s aktivovanými alkeny za vzniku α,β-nenasycených karbonylových sloučenin skrz 1,3-dipolární cykloadice.
Arndtovu–Eistertovu reakci je možné nahradit Kowalského homologací esterů, kde se také vytváří karbeny, ale nepoužívá se diazomethan.

## Mechanismus
Arndtova–Eistertova reakce začíná atakem diazomethanu na acylchloridza odštěpení HCl. Vzniklý alfa-diazoketon (RC(O)CHN2) prochází za katalýzy kovem Wolffovým přesmykem, vytvářejícím keten, jenž je hydratován a vytváří tak kyselinu.
Stereoizomerie na alfa uhlíku acylchloridu se během přesmyku zachovává.